# Voivodat d'Opole
Opole (polonès województwo opolskie, alemany Woiwodschaft Oppeln/Oppelner Schlesien) és un dels 16 voivodats que conformen Polònia, segons la divisió administrativa del 1998. Limita amb Baixa Silèsia a l'oest, amb Silèsia a l'est, Gran Polònia i Lodz al nord i la República Txeca al sud.

## Demografia
És el voivodat més petit de Polònia i també el menys poblat. Aproximadament el 10% de la població és ètnicament alemanya, cosa que suposa el 70% dels Alemanys de Polònia.

## Geografia
Les principals ciutats són:
| 1. Opole (128,034) 2. Kędzierzyn-Koźle (65,572) 3. Nysa (47,283) 4. Brzeg (38,303) 5. Kluczbork (25,910) 6. Prudnik (23,133) 7. Strzelce Opolskie (20,059) 8. Krapkowice (18,112) 9. Namysłów (16,557) 10. Głuchołazy (14,887) 11. Głubczyce (13,333) 12. Zdzieszowice (13,329) 13. Olesno (10,106) 14. Ozimek (9,944) 15. Grodków (8,771) 16. Zawadzkie (8,331) 17. Praszka (8,230) 18. Paczków (8,147) | 19. Niemodlin (6,849) 20. Kietrz (6,365) 21. Wołczyn (6,139) 22. Gogolin (6,077) 23. Lewin Brzeski (5,826) 24. Głogówek (5,816) 25. Otmuchów (5,261) 26. Dobrodzień (4,168) 27. Byczyna (3,677) 28. Kolonowskie (3,432) 29. Baborów (3,175) 30. Leśnica (2,945) 31. Prószków (2,713) 32. Biała Prudnicka (2,653) 33. Gorzów Śląski (2,606) 34. Korfantów (1,883) 35. Ujazd (1,652) |

## Divisió administrativa
| Nom                                                       | Àrea (km²) | Població (2006) | Capital           | Altres ciutats                           | Total gminas |
| Comtats urbans                                            |            |                 |                   |                                          |              |
| Opole                                                     | 96         | 128,034         |                   |                                          | 1            |
| Land counties                                             |            |                 |                   |                                          |              |
| Comtat de Nysa powiat nyski                               | 1,224      | 145,640         | Nysa              | Głuchołazy, Paczków, Otmuchów, Korfantów | 9            |
| Comtat d'Opole powiat opolski                             | 1,587      | 134,874         | Opole *           | Ozimek, Niemodlin, Prószków              | 13           |
| Comtat de Kędzierzyn-Koźle powiat kędzierzyńsko-kozielski | 625        | 102,118         | Kędzierzyn-Koźle  |                                          | 6            |
| Comtat de Brzeg powiat brzeski                            | 877        | 92,361          | Brzeg             | Grodków, Lewin Brzeski                   | 6            |
| Comtat de Strzelce powiat strzelecki                      | 744        | 80,828          | Strzelce Opolskie | Zawadzkie, Kolonowskie, Leśnica, Ujazd   | 7            |
| Comtat de Kluczbork powiat kluczborski                    | 852        | 70,082          | Kluczbork         | Wołczyn, Byczyna                         | 4            |
| Comtat d'Olesno powiat oleski                             | 974        | 68,269          | Olesno            | Praszka, Dobrodzień, Gorzów Śląski       | 7            |
| Comtat de Krapkowice powiat krapkowicki                   | 442        | 67,926          | Krapkowice        | Zdzieszowice, Gogolin                    | 5            |
| Comtat de Prudnik powiat prudnicki                        | 571        | 59,931          | Prudnik           | Głogówek, Biała Prudnicka                | 4            |
| Comtat de Głubczyce powiat głubczycki                     | 673        | 50,326          | Głubczyce         | Kietrz, Baborów                          | 4            |
| Comtat de Namysłów powiat namysłowski                     | 748        | 43,957          | Namysłów          |                                          | 5            |
| * la capital no forma part del comtat                     |            |                 |                   |                                          |              |